# Marcin Możdżonek
Marcin Rafał Możdżonek (* 9. Februar 1985 in Olsztyn) ist ein polnischer Volleyballspieler.

## Karriere
Możdżonek wurde 2003 mit den polnischen Junioren Europameister. 2004 kam er zu AZS UWM Olsztyn und wurde dort in der ersten Saison polnischer Vizemeister. In den nächsten Jahren folgten drei dritte Plätze. Außerdem debütierte der Mittelblocker am 1. Juni 2007 in der A-Nationalmannschaft. 2008 erreichte er mit Polen bei den Olympischen Spielen das Viertelfinale. Anschließend wechselte er zu Skra Bełchatów. Dort gewann er in seiner ersten Saison mit dem neuen Verein gleich das nationale Double aus Meisterschaft und Pokalsieg. Mit der Nationalmannschaft wurde er 2009 durch einen Finalsieg gegen Frankreich Europameister. 2010 konnte Możdżonek mit Bełchatów den Meistertitel verteidigen und ein Jahr später gelang erneut das Double. Mit Polen erreichte er in der Weltliga 2011 sowie bei der anschließenden Europameisterschaft jeweils den dritten Rang und wurde Zweiter beim World Cup. 2012 wurde sein Verein Pokalsieger und Vizemeister. Die Polen gewannen die Weltliga 2012. In London erlebte Możdżonek sein zweites olympisches Turnier. Danach wechselte er innerhalb der Liga zu Zaksa Kędzierzyn-Koźle.

## Politik
Nach seiner sportlichen Karriere engagiert sich Możdżonek in der kommunalen Politik seiner Heimatstadt Olsztyn. Bei den Selbstverwaltungswahlen 2024 bewarb er sich als Stadtpräsident, schied aber mit 13,5 % der Stimmen bereits im ersten Wahlgang aus. Bei der zeitgleich durchgeführten Stadtratswahl erreichte er aber für sein Wahlkomitee „Marcin Moźdźonek – Besseres Olsztyn“ einen Sitz in der Stadtvertretung.